# گواهی قدمت
گواهی قدمت گواهی است که از سوی کمیسیون ملی یونسکو در جهت حفظ ارزشهای فرهنگی و ارج نهادن به فعالیت‌های مستمر و دامنه‌دار اقتصادی به بنگاه‌ها و کسب و کارهایی که بیش از دو نسل (۴۰ سال) دارای قدمت هستند. ین گواهینامه به عنوان سندی تاریخی، در سایت این کمیسیون ثبت و ضبط خواهد شد و مرجعی رسمی در جهت اثبات قدمت و ارزش بنگاه‌های قدیمی خواهد بود. این گوهینامه تاییده‌ای است بر صحت و سقم سبقه آن بنگاه اقتصادی که علاوه بر ایجاد جایگاه بین‌المللی و بهبود ارتباطات در عرصه جهانی، تأثیر مستقیم بر فعالیت‌های برندینگ، تبلیغات، بازاریابی و بازارسازی دارد.

## حوزه‌های تحت پوشش
- صنایع دستی
- صنایع غذایی
- حوزه سلامت و تندرستی و طب سنتی
- صنایع فرهنگی
- دانشگاه‌ها و موسسات آموزشی
- نهادهای مالی و اعتباری و پشتیبانی
- خدمات

## دریافت کنندگان
|    | نام               | تاریخ صدور | تاریخ تأسیس | شرح | آدرس وب سایت                                                      | منبع                               |
| -- | ----------------- | ---------- | ----------- | --- | ----------------------------------------------------------------- | ---------------------------------- |
| ۱  | بیمه ایران        | ۱۳۹۸-۰۸-۱۵ | ۱۳۱۴-۰۱-۰۱  | اولین بیمه نامه آتش‌سوزی در تاریخ ۱۴ آبان ماه ۱۳۱۴ به نام داور وزیر مالیه وقت صادر گردید. | raninsurance.ir بایگانی‌شده در ۱۰ نوامبر ۲۰۲۱ توسط Wayback Machine | [ ۲ ] [ ۳ ]                        |
| ۲  | کانون زبان ایران  | ۱۳۹۸-۱۱-۲۸ | ۱۳۰۴-۰۱-۰۱  | کانون زبان ایران به عنوان قدیمی‌ترین و بزرگترین مؤسسهٔ آموزش زبان‌های خارجی در ایران و خاورمیانه از سال ۱۳۰۴ تحت عنوان انجمن روابط ایران و آمریکا در تهران شروع به فعالیت کرده‌است. پس از وقفهٔ کاری از سال ۱۳۰۶ تا ۱۳۲۱، از فروردین سال ۱۳۲۲ فعالیت انجمن از سر گرفته شد و برگزاری کلاس‌های آموزش مکالمهٔ زبان انگلیسی در انجمن ایران و آمریکا از فعالیت‌های آن در زمان بازگشایی در دهه‌ی۱۳۲۰ بر طبق اساسنامه اعلام شد. | www.ili.ir                                                        | [ ۴ ] [ ۵ ]                        |
| ۳  | یک و یک           | ۱۳۹۸-۱۲-۱۰ | ۱۳۴۶-۰۴-۱۴  | شرکت دشت مرغاب با نام تجاری شناخته شده (یک و یک)، از با سابقه‌ترین و بزرگترین مجموعه‌های تولیدی صنعتی کشور در صنایع تبدیلی محصولات کشاورزی محسوب می‌شود که با شعار تولیدمحصول درجه یک از مواد درجه یک”در سال ۱۳۴۶ در منطقه دشت مرغاب استان فارس در ۱۴۰ کیلومتری شهر شیراز در فضایی به مساحت حدود ۲۳ هکتار شروع به فعالیت نمود                                                                                      | www.1and1group.com                                                | [ ۶ ]                              |
| ۴  | تیپاکس            | ۱۳۹۸-۱۲-۱۵ | ۱۳۳۹-۰۳-۳۰  | تیپاکس، مبتکر و بنیان‌گذار صنعت کوریر سرویس در ایران، از سال ۱۳۳۹، فعالیت خود را در حوزه صنعت پست، آغاز کرد. | tipaxco.com                                                       | [ ۷ ]                              |
| ۵  | بانک صادرات ایران | ۱۳۹۸-۱۲-۲۰ | ۱۳۳۱-۰۶-۱۵  | سرمایه اولیه بانک بانک صادرات ایران به عنوان یک بانک خصوصی و بصورت سهامی عام با نام «بانک صادرات و معادن ایران» در ۱۵ شهریورماه سال ۱۳۳۱ طبق قوانین آن روزگار با سرمایه اولیه ۲۰ میلیون ریال که پرداخت نیمی از آن هم با تعهد پرداخت نیمی دیگر، قابل پذیرش اداره ثبت شرکتها با شماره ۳۸۳۳ تأسیس گردید. | www.bsi.ir بایگانی‌شده در ۱۰ ژوئن ۲۰۲۱ توسط Wayback Machine        | [ ۸ ]                              |
| ۶  | چلوکباب رفتاری    | ۱۳۹۹-۰۵-۲۱ | ۱۲۹۰-۰۴-۰۱  | آغاز به کار چلوکبابی رفتاری به حدود یک قرن پیش بازمی‌گردد. علی اکبر رفتاری در سال ۱۲۹۰ در زیر بازارچه قوام الدوله واقع در میدان شاپور که یکی از میدان‌های بزرگ آن روز تهران بود چلوکبابی رفتاری را راه اندازی کرد، این چلوکبابی ۱۵۰ متر مربع مساحت داشت و با ۱۶ کارگر زیر نظر علی اکبر رفتاری اداره می‌شد. | raftarifoodgroup.com                                              | [ ۹ ]                              |
| ۷  | کافه نادری        | ۱۳۹۹-۰۵-۲۱ | ۱۳۰۶-۰۱-۰۱  | درسال ۱۳۰۶ خورشیدی (۱۹۲۷ میلادی) یک ارمنی ۲۸ ساله به نام خاچیک (خاچو) مادیکیانس به همراه خانواده اش از باکو به ایران مهاجرت کرد و مجموعهٔ نانوایی، قنادی، کافه و هتل (مهمانخانه) نادری را در خیابان نادری (جمهوری امروز) بنا نهاد. بنیانگذاراین مجموعه به همراه فرزندانش در سال ۱۳۳۵ شرکت هتل نادری را تحت شمارهٔ ۵۲۰۹ به ثبت رساند                                                                               |                                                                   | [ ۱۰ ]                             |
| ۸  | صنایع غذایی گلها  | ۱۳۹۹-۰۷-۲۱ | ۱۲۹۸-۰۳-۰۱  | گلها با توجه به اسناد موجود از سال ۱۲۹۷ فعالیت خود را به صورت خرده فروشی آغاز نموده و در سال ۱۳۱۸ تأسیس و فعالیت خود را از پله نوروزخان به صورت رسمی آغاز نمود. در زمانی که ادویه‌جات و سبزیجات خشک در کاغذهای قیفی شکل به فروش می‌رسید بنیانگذار گلها اولین کسی بود که از ملوان‌های روسی نایلون‌های یک طرف دوخت خریداری و مواد غذایی را با کمک اتوهای ذغالی در آن بسته‌بندی نمود.                                   | www.golhaco.ir                                                    | [ ۱۱ ]                             |
| ۹  | زعفران سحرخیز     | ۱۳۹۹-۱۲-۲۰ | ۱۳۱۱-۰۷-۳۰  | شرکت زعفران سحرخیز مجموعه‌ای است خانوادگی که از سال ۱۳۱۱ توسط محمد سحرخیز بنیان گذاشته شد و تا سال ۱۳۴۲ فعالیت سحرخیز در قالب فروشگاه‌های زعفران سحرخیز ادامه داشت. | www.saharkhizland.com                                             | [ ۱۲ ] [ ۱۳ ] [ ۱۴ ] [ ۱۵ ] [ ۱۶ ] |
| ۱۰ | گروه کیان         | ۱۳۹۹-۱۲-۲۸ | ۱۳۵۰-۰۱-۰۱  | در سال ۱۳۵۰ علی اکبر کیانپور فعالیت گروه کیان را با تراشکاری و قالب‌سازی در صنف فلز تراش و ماشین‌ساز بنیان‌گذاری نمود. از مهمترین محصولات تولیدی داخل مشابه نمونه ایتالیایی در دهه ۱۳۵۰ خورشیدی می‌توان به یراق و لولا و ریل کشویی با برند «کیانی» اشاره نمود. | www.kiangroup.ir                                                  | [ ۱۷ ]                             |